# Citroën SM
Der Citroën SM ist ein von Juli 1970 bis Mai 1975 vom französischen Autohersteller Citroën gebautes Sportcoupé der Oberklasse. Das Fahrzeug wurde im März 1970 auf dem Genfer Auto-Salon der Öffentlichkeit vorgestellt.
Die genaue Herkunft und Bedeutung des Kürzels SM als Modellbezeichnung ist unklar. Sicher ist lediglich, dass das M in Anlehnung an den Motor für Maserati steht. Bei der Präsentation des SM trugen die C-Säulen noch den Schriftzug Citroën-S-Maserati statt des späteren SM-Schriftzugs. Das spricht sehr für eine der plausibelsten Deutungen des Kürzels: Série Maserati. Laut Olivier de Serres stammt das S jedoch von Sport, der Zusatzbezeichnung der in den 1960er-Jahren verfolgten Projekte einer DS Sport. Anhänger der Marke scherzen hingegen, SM sei die Abkürzung für Sa Majesté („Seine Majestät“).

## Entwicklung und Technik
Die selbsttragende Karosserie gestaltete Robert Opron, wie auch die der Modelle GS und CX. Der Citroën SM gilt heute als Stilikone.

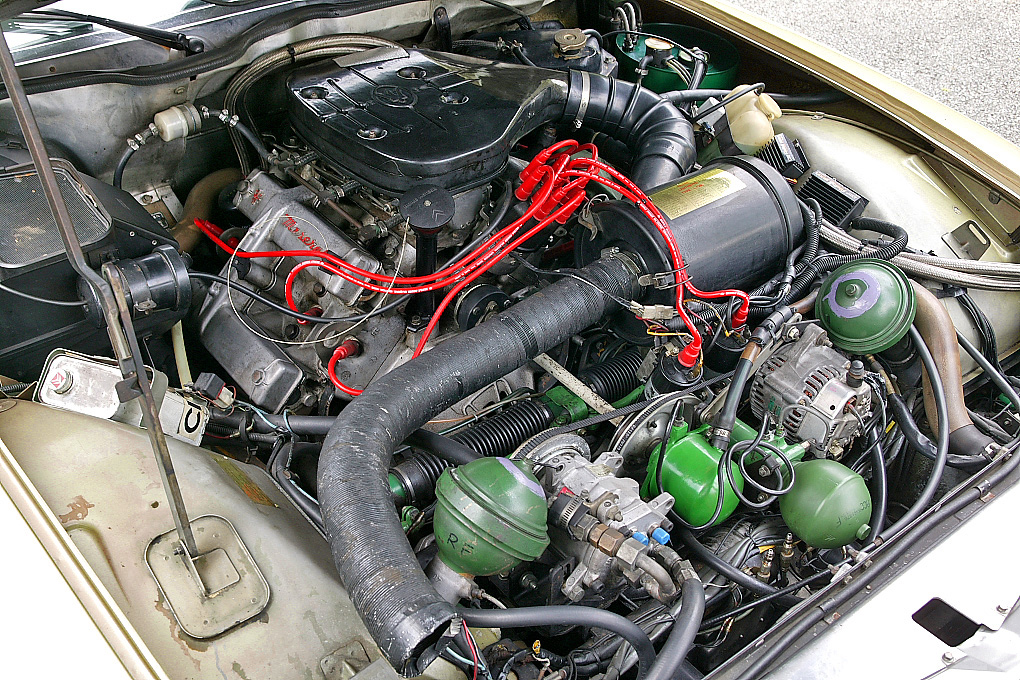
Der Maserati-Motor und die grünen Federelemente der Hydropneumatik

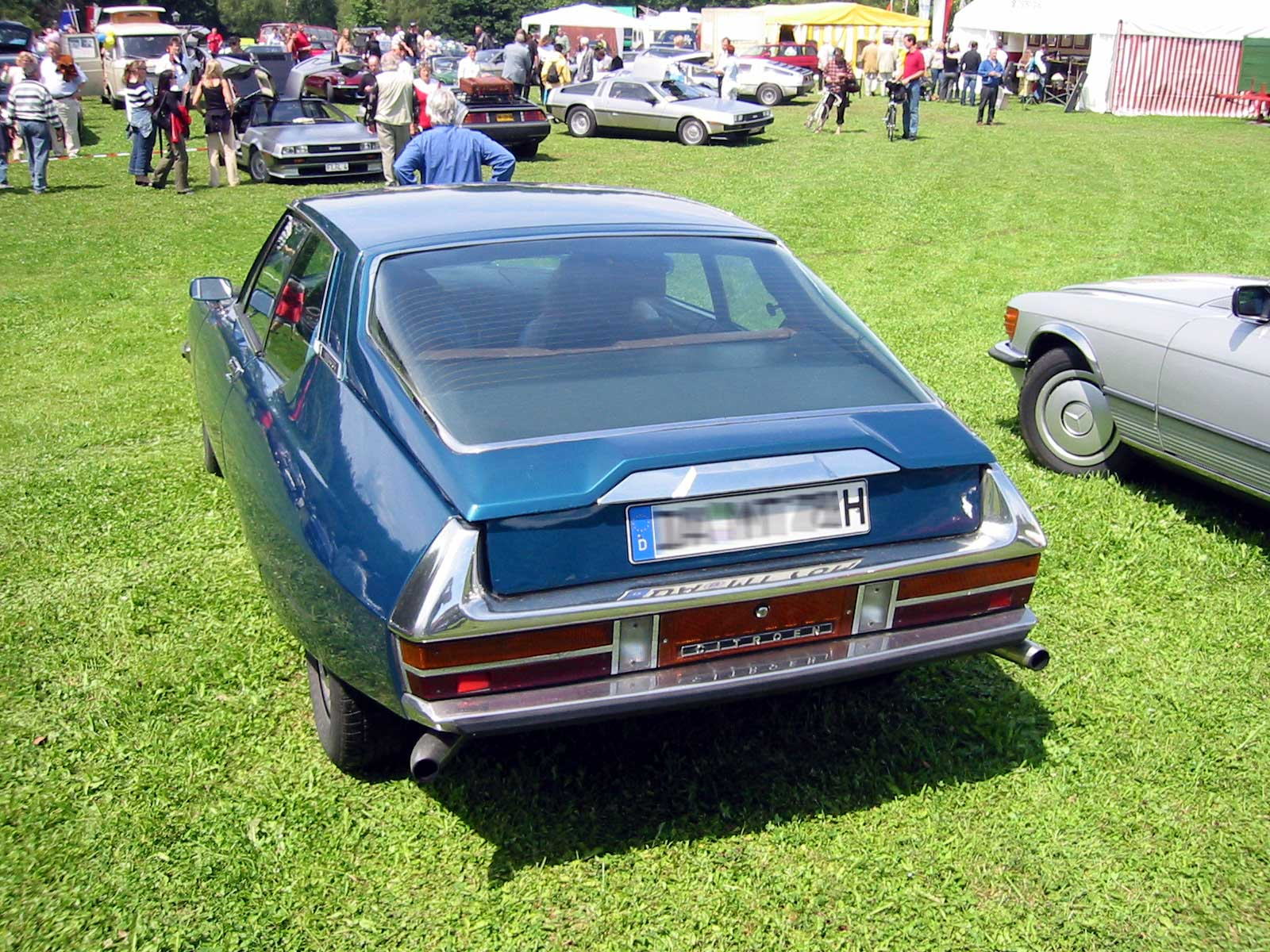
Heckansicht des SM

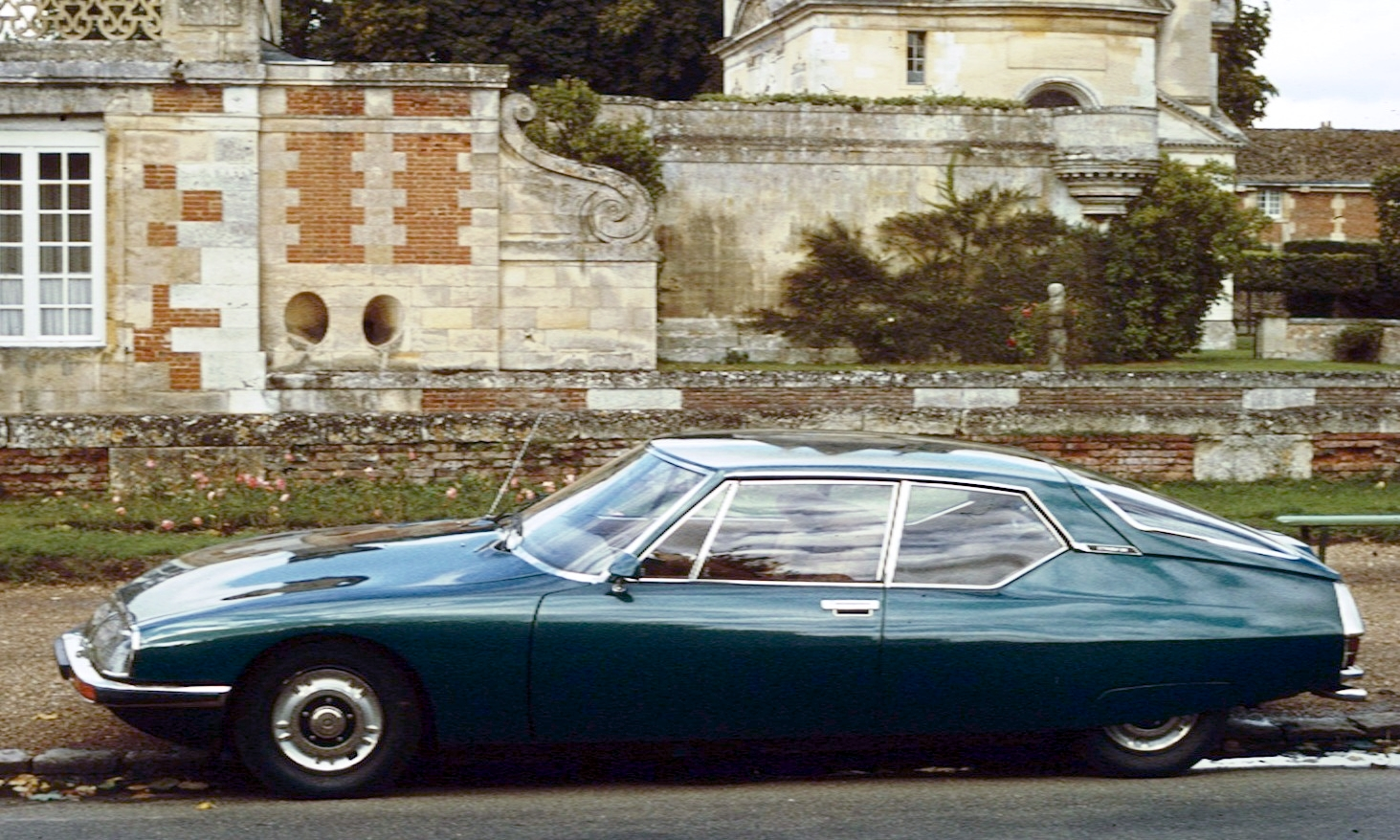
SM im Profil

Das Fahrzeug war mit einem Sechszylinder-V-Motor von Maserati ausgestattet, da Maserati damals zu 60 Prozent Citroën gehörte. Es gab verschiedene Hubraumvarianten: 2,7 Liter mit 154, 170 oder 178 PS (113, 125 oder 131 kW) und 3,0 Liter mit 180 PS (132 kW). Bei Citroën wurden zwar seit Beginn der 1960er-Jahre eigene V6- und V8-Motoren entwickelt, jedoch scheute man bis zuletzt die Umsetzung in ein Serienprodukt. Nachdem der damalige Citroën-Direktor Pierre Bercot den Weg geebnet hatte, wurde 1968 die endgültige Entwicklung des Motors für den SM Maserati übertragen. Verantwortlicher Chefingenieur bei Maserati war seinerzeit Giulio Alfieri.
Die Zylinder des Maserati-Motors stehen in einem V-Winkel von 90°. Der Motor wurde von Konstrukteur Alfieri eigens für den durch die Verwandtschaft zum D-Modell definierten Motorraum konstruiert; daher ist er kompakt und trotz vier obenliegender Nockenwellen verhältnismäßig niedrig. Ein Ergebnis des für den Massenausgleich ungünstigen V-Winkels war der für einen Sechszylinder recht raue und laute Motorlauf, der gar nicht zum sonstigen Charakter des SM (Szenejargon: Fliegendes Sofa) passte. Da der Motor mit der Abtriebsseite nach vorn direkt vor der Spritzwand saß, hatte er eine kettengetriebene, mit halber Kurbelwellendrehzahl laufende Zwischenwelle, die nicht nur über weitere Ketten die vier Nockenwellen, sondern auch sämtliche Nebenantriebe (Wasserpumpe, Hydraulikpumpe, Lichtmaschine, Klimakompressor) antrieb. Die Kette liegt in einem Gehäuse schwer zugänglich direkt vor der Spritzwand. Um sie zu tauschen, muss der Motor mit entsprechenden Kosten und Werkstattzeiten ausgebaut werden. Das Citroën-Werkstattnetz war beim Erscheinen des SM auf die Wartungsanforderungen dieses komplexen Fremdmotors nicht eingestellt, was zu Ausfällen und einem schlechten Ruf des Motors und des Fahrzeugs führte.
Das Fünfganggetriebe liegt längs vor der Vorderachse und ist mit dem Differential verblockt. Zeitweise stand auch ein Automatikgetriebe Borg-Warner 35 mit hydraulischem Drehmomentwandler zur Wahl. Direkt auf den Differentialausgangswellen saßen die Bremsscheiben der vorderen Scheibenbremsen. Wegen der innenliegenden Bremsen ließ sich ein kleiner Störkrafthebelarm (0) realisieren, ohne die Einpresstiefe der Radschüsseln allzu sehr zu vergrößern. Die Kugelgelenke außen an den Dreieckslenkern der Doppelquerlenkerachse vorne saßen genau in der Mittelebene der Räder. Auch die Hinterräder sind einzeln aufgehängt, und zwar an parallelen Schwingen. Dieses Layout entspricht im Wesentlichen dem der DS und GS; bis auf die nach vorn neben das Getriebe verlegten Hilfsrahmen mit den inneren Aufhängungspunkten der Querlenker und Gasfederkugeln.
Der SM ist mit einer aufwändigen Ausführung der von Citroën patentierten Hydropneumatik ausgestattet, die in den 1950er-Jahren für den DS entwickelt wurde. Auch Lenkung, Kupplung und Bremsen (auch hinten Scheibenbremsen) sind mit diesem hydraulischen System verbunden. Die Zahnstangenlenkung mit geschwindigkeitsabhängiger Servowirkung (DIRAVI Direction assistée à Rappel asservi, deutsch „unterstützte Lenkung mit abhängiger Rückstellung“) ist kurz übersetzt (zwei Lenkradumdrehungen zwischen den Anschlägen) und kehrt auch im Stand selbstständig in die Mittellage zurück, sobald das Lenkrad losgelassen wird. Das Bremspedal ist klein und rund („Bremspilz“) und gibt beim Treten kaum nach.
Anders als die Citroën DS mit ihrer Seilzugbetätigung zum Schwenken der inneren Scheinwerfer (ab 1967) hatte der SM ein hydraulisch betätigtes Kurvenlicht, das außer dem Lenkeinschlag der Scheinwerfer eine Bewegung der ganzen Leuchteneinheit um die horizontale Achse (zum Ausgleich von Eintaucheffekten) ermöglichte. Diese Hydraulik war unabhängig vom Zentralhydrauliksystem. Die Frontleuchten des SM mit sechs Scheinwerfern entwickelte Citroën in Zusammenarbeit mit Cibié. Die äußeren (größeren) sind kombinierte Fern- und Abblendlichtscheinwerfer. Zur Mitte hin folgen breit streuende Abblendlichter für die Nähe, und ganz innen – zu beiden Seiten des Kennzeichens – sitzen die der Lenkung nicht nur folgenden, sondern in den Winkelgraden etwas vorauseilenden schwenkenden Fernscheinwerfer. Dadurch wird eine ideale Kurvenausleuchtung bewirkt, die durch diesen Effekt sogar das Kurvenende erfassen kann. Der erste Citroën SM verließ am 22. Mai 1970 das Pariser Werk am Quai de Javel.
Der deutsche TÜV verweigerte dieser Konstruktion anfangs wegen angeblich erhöhter Blendgefahr die Zulassung, so dass zwei Abblendlichter abgeschaltet werden mussten und die Fernlichter nicht schwenkbar sein durften. Das wurde jedoch im Laufe des Jahres 1970 zurückgenommen; die Scheinwerferanlage konnte nun wie vorgesehen betrieben werden. Außerdem hatte Citroën aus aerodynamischen und stilistischen, aber auch praktischen Gründen (keine Verschmutzung) das vordere Kennzeichen ebenfalls unter der – somit über die gesamte Fahrzeugbreite durchgehenden – Verglasung angeordnet. Auch das wurde in Deutschland zunächst untersagt, da unter anderem bei Geschwindigkeitskontrollen (mit Radar- bzw. Fotofallen) das Kennzeichen wegen der Lichtreflexe auf dem Glas nicht einwandfrei fotografiert werden konnte. Heute gibt es dafür eine Ausnahmeregelung für den SM. Ob die angeführten Gründe stichhaltig oder nur vorgeschoben waren, bleibt angesichts der Zulassung von Fahrzeugen mit ähnlichen Merkmalen offen.
Mit einer Spitzengeschwindigkeit von über 220 km/h war der Wagen lange Zeit das schnellste frontgetriebene Serienfahrzeug. Für eine hohe maximale Beschleunigung war das Fahrzeug bei der gegebenen Leistung allerdings zu schwer. Wegen des französischen Steuergesetzes brachte Citroën das Modell in einer Variante mit geringerem Kraftstoffverbrauch von 12,5 l/100 km. Die Karosserie hat einen Luftwiderstandsbeiwert (Cw) von 0,33.

## Technische Daten
Die folgende Liste enthält nur die Modelle für den europäischen Markt und nur die Modelljahre 1972 und 1975. Für andere Märkte waren auch andere Motorisierungen verfügbar, die hier nicht gelistet sind.
|                                      | SM (Fünfganghandschaltgetriebe, Modelljahr 1972)                                 | SM Injection (Fünfganghandschaltgetriebe, Modelljahr 1972)                       | SM Automatique (Dreistufenautomatik, Modelljahr 1975)                            |
| Motor                                | Motor                                                                            | Motor                                                                            | Motor                                                                            |
| ------------------------------------ | -------------------------------------------------------------------------------- | -------------------------------------------------------------------------------- | -------------------------------------------------------------------------------- |
| Hersteller                           | Maserati                                                                         | Maserati                                                                         | Maserati                                                                         |
| Motorbauart                          | 90°-V6-Viertakt-Otto                                                             | 90°-V6-Viertakt-Otto                                                             | 90°-V6-Viertakt-Otto                                                             |
| Kühlung                              | Wasser                                                                           | Wasser                                                                           | Wasser                                                                           |
| Ventilsteuerung                      | vier obenliegende Nockenwellen, Antrieb mit Steuerketten über eine Zwischenwelle | vier obenliegende Nockenwellen, Antrieb mit Steuerketten über eine Zwischenwelle | vier obenliegende Nockenwellen, Antrieb mit Steuerketten über eine Zwischenwelle |
| Gemischaufbereitung                  | 3 × Weberdoppelvergaser Typ 4 2DCNF2                                             | Saugrohreinspritzung Bosch D-Jetronic                                            | 3 × Weberdoppelvergaser Typ 4 2DCNF2                                             |
| Bohrung × Hub                        | 87 mm × 75 mm                                                                    | 87 mm × 75 mm                                                                    | 91,6 mm × 75 mm                                                                  |
| Hubraum                              | 2675 cm³                                                                         | 2675 cm³                                                                         | 2965 cm³                                                                         |
| Nennleistung (DIN)                   | 125 kW/170 PS bei ? min−1                                                        | 131 kW/178 PS bei 5750 min−1                                                     | 132 kW/180 PS bei 5750 min−1                                                     |
| Maximales Drehmoment (DIN)           | 230,5 N·m bei ? min−1                                                            | 233 N·m bei ? min−1                                                              | 245 N·m bei 4000 min−1                                                           |
| Leistungskennziffer                  | 11,6 kg/kW                                                                       | 11,1 kg/kW                                                                       | 11,2 kg/kW                                                                       |
| Abmessungen, Füllmengen und Gewichte |                                                                                  |                                                                                  |                                                                                  |
| Abmessungen (L × B × H)              | 4893 mm × 1836 mm × 1324 mm                                                      | 4893 mm × 1836 mm × 1324 mm                                                      | 4893 mm × 1836 mm × 1324 mm                                                      |
| Radstand                             | 2950 mm                                                                          | 2950 mm                                                                          | 2950 mm                                                                          |
| Fahrzeugmasse                        | 1450 kg                                                                          | 1460 kg                                                                          | 1480 kg                                                                          |
| Maximale Zuladung                    | 380 kg                                                                           | 410 kg                                                                           | 390 kg                                                                           |
| Maximale Anhängelast (gebremst)      | 1800 kg                                                                          | keine Angabe                                                                     | keine Angabe                                                                     |
| Kraftstofftankfüllmenge              | 90 l                                                                             | 90 l                                                                             | 90 l                                                                             |
| Kofferraum                           | 488 l                                                                            | 488 l                                                                            | 488 l                                                                            |
| Fahrleistungen                       |                                                                                  |                                                                                  |                                                                                  |
| Höchstgeschwindigkeit                | 220 km/h                                                                         | 228 km/h                                                                         | 205 km/h                                                                         |
| Beschleunigung 0–100 km/h            | 8,9 s                                                                            | 8,9 s                                                                            | 10,7 s                                                                           |
| Beschleunigung 0–200 km/h            | 51,2 s                                                                           | keine Angabe                                                                     | keine Angabe                                                                     |
| Kraftstoffverbrauch                  | 12,5 l/100 km                                                                    | 11,2 l/100 km                                                                    | 13,5 l/100 km                                                                    |
| Quelle                               | [ 5 ]                                                                            | [ 6 ]                                                                            | [ 7 ]                                                                            |

## Kommerzieller Misserfolg

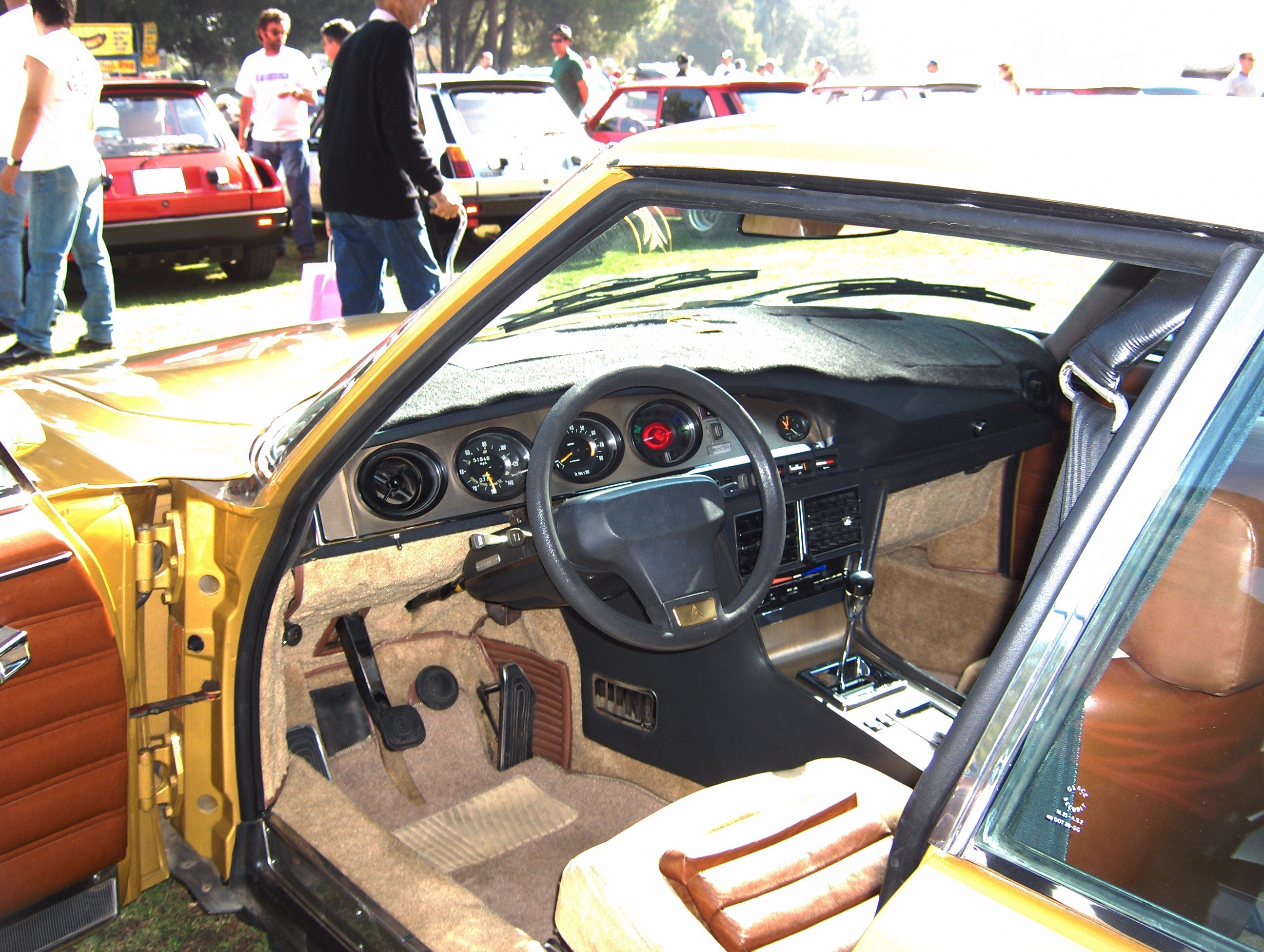
Interieur

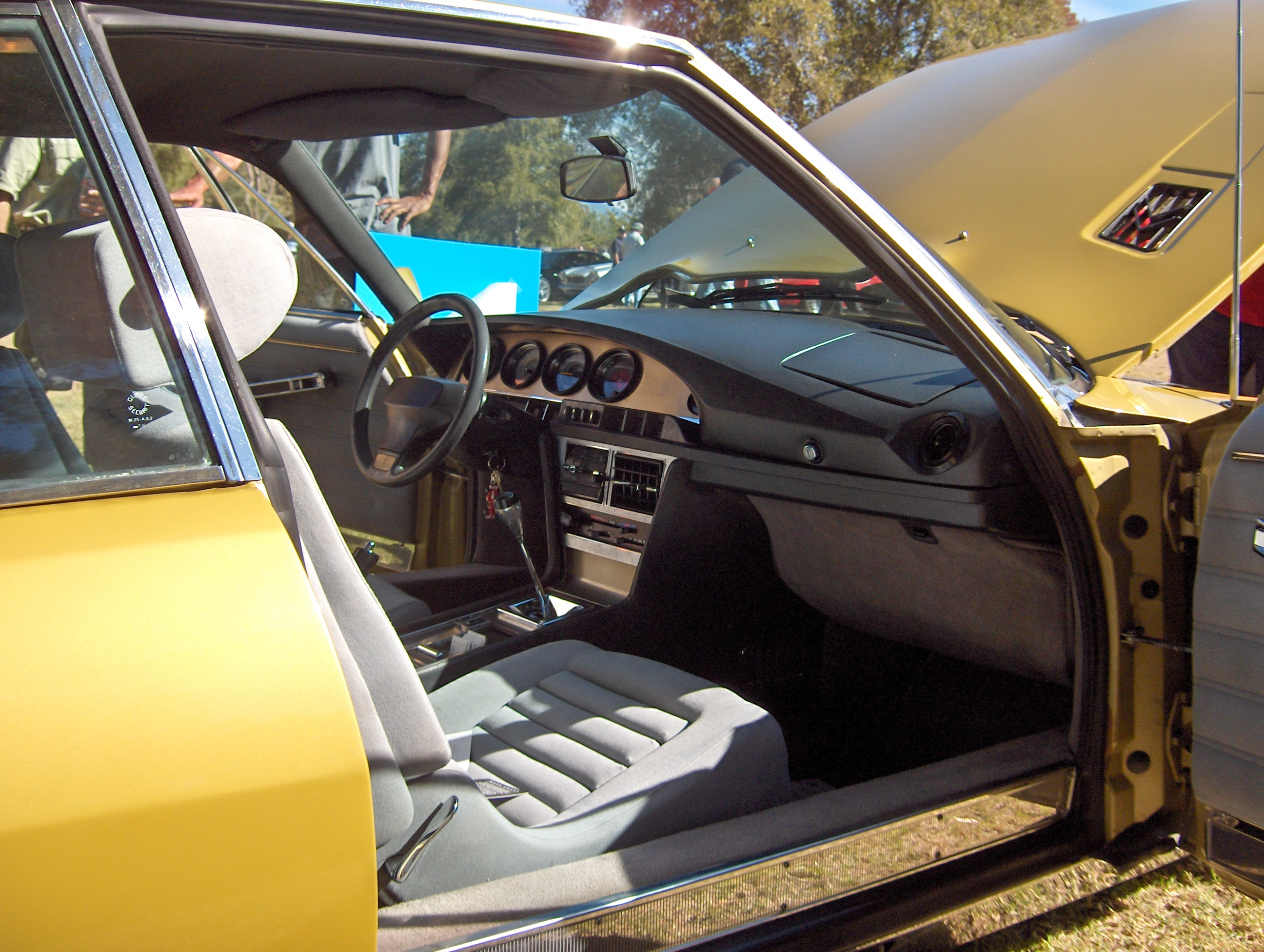
Verglichen mit heutigen Verhältnissen wirkt das Armaturenbrett spartanisch

Es scheint offensichtlich, dass der SM unter hohem Zeitdruck lanciert wurde, weshalb der Maserati-Motor nicht ausreichend erprobt wurde. Ein großer Teil der Technik des SM war seit Mitte der 1960er-Jahre in modifizierten DS-Fahrzeugen (also mit DS-Motoren) entwickelt und getestet worden.
Die aus den Problemen resultierende Absatzschwäche bescherte dem SM nach der Eingliederung von Citroën in den PSA-Konzern – nicht zuletzt angesichts der Ölkrise des Jahres 1973 – ein frühes Produktionsende. PSA duldete im Rahmen der Sanierung von Citroën keine Verlustbringer mehr. Die letzten 200 gefertigten SM-Rohkarossen landeten daher in der Schrottpresse. Die dem des DS ähnlichen SM-Getriebe wurden an Lotus verkauft.
Die Zulassungsprobleme und die damit einhergehende technische Abwertung des Fahrzeugs haben in Deutschland zur Absatzschwäche des SM und zum damals schlechten Ruf der Marke Citroën sicher beigetragen. Wesentlich wichtiger für den relativen Misserfolg (nicht nur in Deutschland) dürften aber die konstruktiven Eigenheiten des SM gewesen sein – allen voran der Maserati-Motor, der eine häufige Wartung benötigte, ohne dass dies den Besitzern oder den Werkstätten rechtzeitig mitgeteilt wurde. Die Folge waren häufige Motorschäden, sodass der Motor und der Wagen den Ruf der Unzuverlässigkeit bekamen. Die Situation besserte sich, aber der Ruf blieb, auch nachdem technische Lösungen entwickelt wurden, die die Wartungsintervalle erheblich verlängerten (anderer Kettenspanner, andere Auslassventile, andere Betätigung der Ölpumpe).
In seiner Gesamtheit wird dieses Modell aber ungeachtet der Probleme vielfach als genial anerkannt. Von hoher Originalität ist bis heute auch die von Robert Opron gestaltete Form des SM, die für einen großen Teil der in der einschlägigen Fan-Szene empfundenen Faszination verantwortlich ist und die als Beweis dafür gelten kann, dass sehr gute aerodynamische Daten keineswegs zu Vereinheitlichung und Gesichtslosigkeit führen müssen.
In wirtschaftlicher Hinsicht war das auch über 30 Jahre nach seiner Entwicklung immer noch futuristisch anmutende Auto ein Misserfolg für den Hersteller: Den sportlich orientierten Autofahrern war das Fahrzeug zu luxuriös und zu schwerfällig, den auf Luxus setzenden Kunden war das Auto zu sportlich – die gewöhnungsbedürftige Bedienung und die Mängel taten ein Übriges.
Im ersten Produktionsjahr liefen 868 Fahrzeuge vom Band. Bereits im zweiten Jahr (1971) wurde mit 4988 Exemplaren die höchste Jahresproduktion erreicht. Danach gingen die Produktionszahlen stetig bergab (1972: 4036 Stück, 1973: 2619 Stück, 1974: 294 Stück, 1975: 115 Stück). An der Produktion war auch das Unternehmen Automobiles Ligier beteiligt, als die geringe Stückzahl die Fertigung in den Citroën-Werken nicht mehr sinnvoll erscheinen ließ.
Mitte 1975 wurde die Produktion nach nur 12.920 Fahrzeugen eingestellt.

## Weiterentwicklungen
Citroën beschäftigte sich 1969 und 1970 mit einer Limousine auf Basis des Citroën SM. Das Fahrzeug sollte weitgehend die Technik des SM-Coupé sowie dessen Motor erhalten. Zur Gestaltung der Karosserie gab es einige Entwürfe, die sich vom SM-Coupé entfernten. Über dieses Projekt gibt es nach wie vor wenige Informationen. Sicher ist, dass es bereits etwa 1970 endgültig aufgegeben wurde. Einige Quellen besagen, Citroën habe es an Maserati weitergegeben, wo unter diesem Einfluss der 1974 präsentierte Maserati Quattroporte II entwickelt wurde. Für das Fahrzeug wurde weitgehend die SM-Technik verwendet, die Karosserie hatte Bertone entworfen und sie ähnelte der des ebenfalls von Bertone entworfenen BMW E12; als SM-Zitat kann nur die voll verglaste Frontpartie angesehen werden. Insgesamt wurden nur 13 Quattroporte II hergestellt, bevor Alejandro de Tomaso bei Maserati die Regie übernahm und mit dem auf dem De Tomaso Deauville basierenden Quattroporte III den Einfluss Citroëns auf Maserati beendete.

## Sondermodelle
Im Laufe der Jahre stellten unterschiedliche Karosseriebauer eine Reihe von Sondermodellen auf Basis des Citroën SM her. Die bekanntesten sind:

### SM Mylord von Henri Chapron

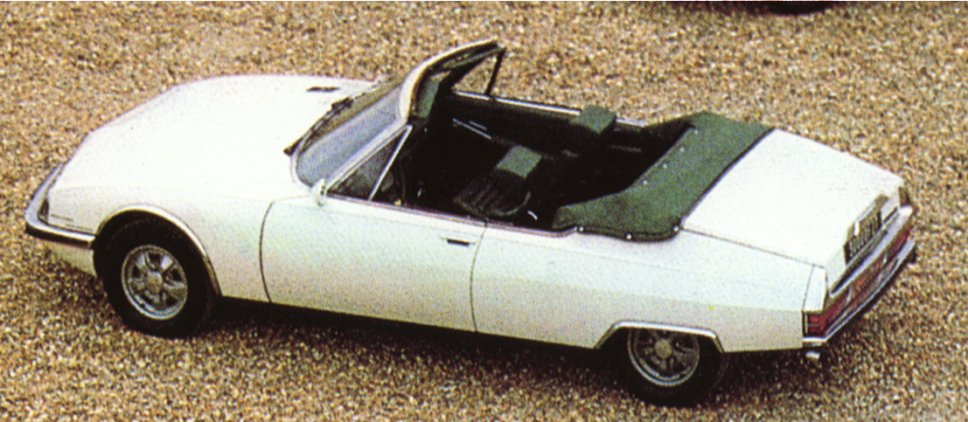
Citroën SM Mylord (1971)

Der Pariser Carossier Chapron hatte bereits von 1960 bis 1971 mehr als 1.300 Werkscabriolets auf der Basis des Citroën DS hergestellt. Nachdem Citroën den Vertrieb dieser Cabriolets 1971 eingestellt hatte, war Chapron auf der Suche nach einem Nachfolgemodell.
Im selben Jahr entwarf und baute sein Unternehmen eine offene Version des Citroën SM, die als Vollcabriolet, also ohne Überrollbügel, gestaltet war. Das Fahrzeug erhielt eine Stufenheck-Karosserie mit kleiner Kofferraumklappe, die am Heckabschluss das Design des Original-Fahrzeugs – insbesondere das hochgesetzte Kennzeichen – authentisch aufgriff. Der Prototyp des Mylord wurde auf dem Pariser Automobilsalon 1971 vorgestellt, während der Verkauf ein Jahr später begann.
Die Produktion war aufwändig. Chapron erhielt von Chausson eine serienmäßige Rohkarosserie. Die Technik und die Bodengruppe des SM-Coupé blieben im Wesentlichen unverändert; der Radstand wurde ebenfalls beibehalten. Die B- und C-Säulen wurden entfernt, danach installierte Chapron umfangreiche Verstärkungen. Der modifizierte Karosseriekörper wurde zu Citroën transportiert, wo Motor, Fahrwerk und andere technische Komponenten eingebaut wurden. Abschließend wurde der Wagen erneut in Chaprons Werkstatt gebracht, um die Inneneinrichtung sowie die Lackierung vorzunehmen.
Insgesamt wurden nur wenige Mylord-Cabriolets hergestellt: die Quellenangaben variieren zwischen sieben und acht Exemplaren. Sicher ist, dass vier Fahrzeuge in Frankreich verkauft wurden, während zwei weitere nach Spanien gingen und eines ins Vereinigte Königreich.

### SM Opéra von Chapron

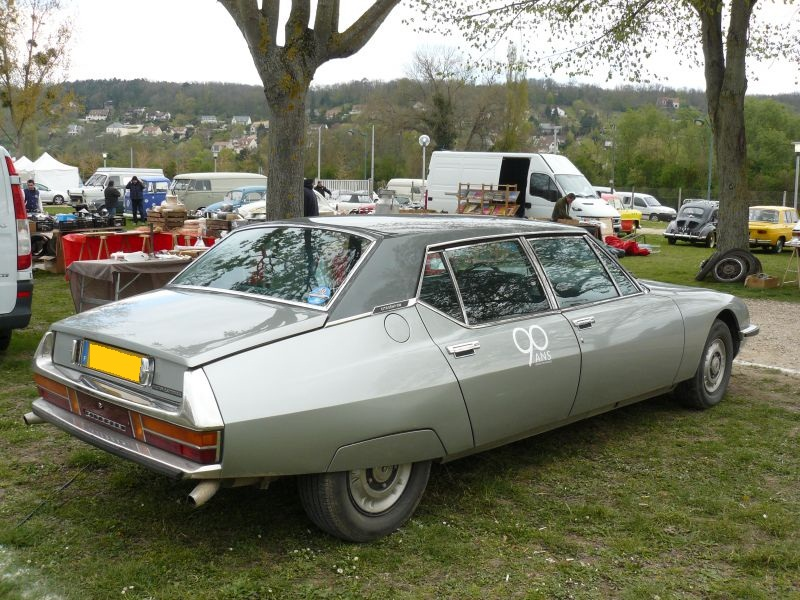
Citroën SM Opéra (1972)

Ein Jahr nach dem Cabriolet Mylord begann Chapron eine Limousinen-Version des SM zu entwickeln. Während sich Citroëns Planungen äußerlich recht weit vom Serienfahrzeug entfernt hatten, blieb Chapron dem Design des Ausgangsmodells treu und entwickelte eine Limousine, die letzten Endes nur eine verlängerte Version des Coupés war. Ausgehend von einer Rohkarosserie des SM, verlängerte Chapron den Radstand erheblich. Die Vordertüren wurden verkürzt und an der Gürtellinie modifiziert. Die hinteren Türen waren eine Eigenkonstruktion von Chapron. Sie nahmen die Linienführung des Coupés auf und hatten ebenfalls den charakteristischen Knick vor der C-Säule. Schließlich entfernte Chapron die große Heckklappe und ersetzte sie durch eine Stufenheck-Konstruktion. Das Heck entsprach wiederum dem des Coupés. Das Fahrzeug war sehr schwer und hatte einiges von der Handlichkeit des Coupés verloren.
Der Citroën SM Opéra wurde auf dem Pariser Automobilsalon 1972 der Öffentlichkeit vorgestellt. In den zwei folgenden Jahren stellte Chapron insgesamt acht Exemplare her. Mindestens zwei davon sind noch erhalten. Ein Fahrzeug, das sich in exzellentem Zustand befindet, steht in den Niederlanden und das andere steht in Deutschland.
In der Tradition dieses Fahrzeugs sah Jean Tastevin seine 1972 vorgestellte Limousine Monica 560.

### SM Présidentielle von Chapron

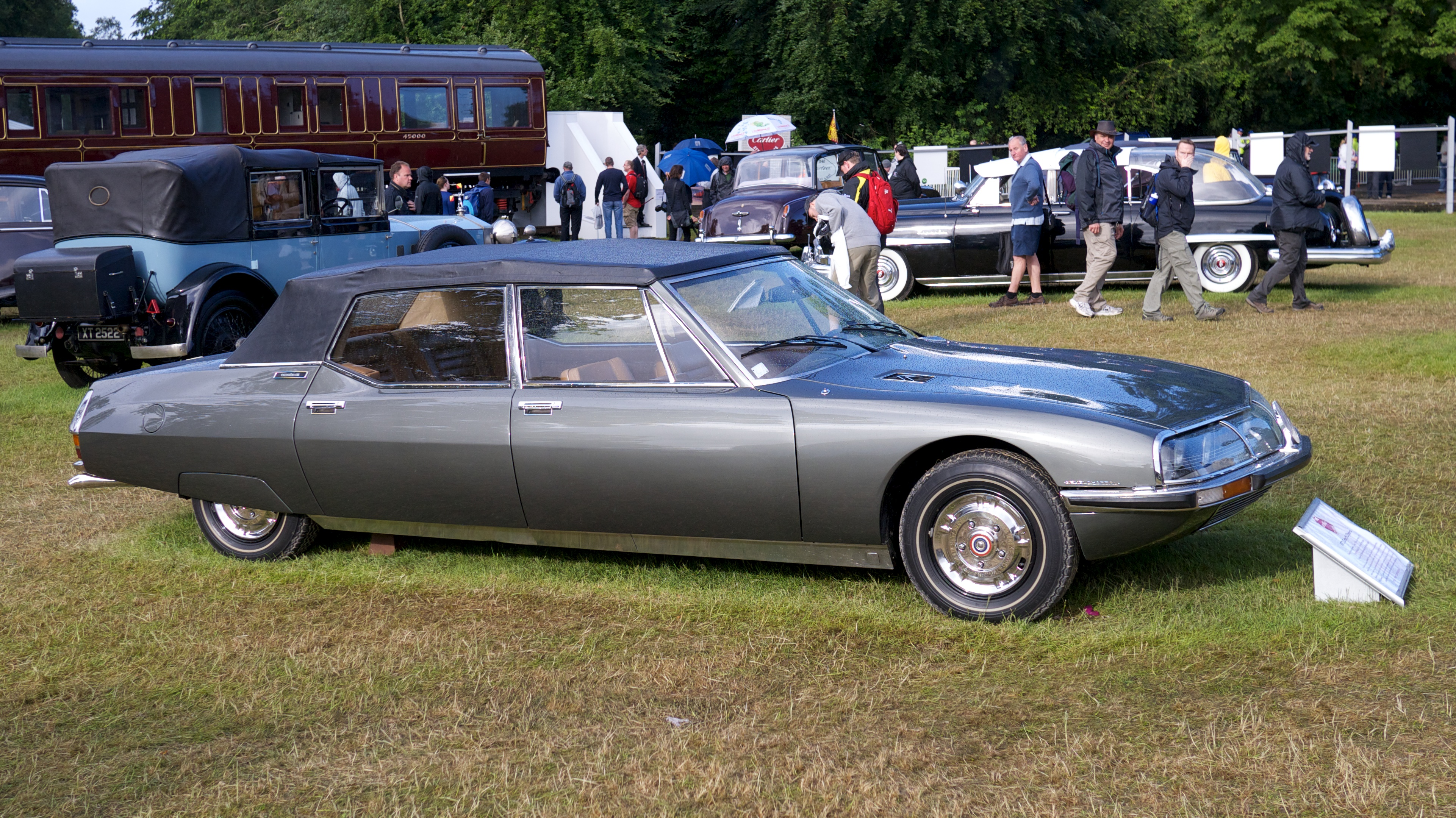
SM Présidentielle

Für offizielle Anlässe stellte Chapron 1972 zwei viertürige Cabriolets auf der Basis des Citroën SM her. Der Karosseriekörper unterhalb der Gürtellinie ähnelte dem Opéra, allerdings war der Radstand länger als bei der Limousine. Anders als bei dem Cabriolet Mylord installierte Chapron einen Überrollbügel in Höhe der B-Säule, der es den Insassen ermöglichen sollte, während der Fahrt im Wagen zu stehen und sich bei Bedarf festzuhalten. Abgesehen davon gab es eine Reihe weiterer Modifikationen, darunter ein überarbeitetes Getriebe, das komfortable Langsamfahrten bei Paraden ermöglichte. Ferner wurde die Lenksäule versetzt und zwischen den Vordersitzen in umgekehrter Ausrichtung ein dritter Sitz installiert, der bei Bedarf von Dolmetschern genutzt werden konnte.
Der SM Présidentielle ging nicht in den Verkauf. Beide Fahrzeuge blieben im Besitz des französischen Staates. Den ersten öffentlichen Auftritt hatte der Présidentielle am 15. Mai 1972 bei einer Parade anlässlich des Staatsbesuchs der britischen Königin Elisabeth II. in Frankreich. Die Présidentielle wurden noch von François Mitterrand regelmäßig verwendet, auch Jacques Chirac fuhr zuweilen noch in der SM-Staatskarosse.
Im Laufe des Jahres 2008 ließ ein Enthusiast ein drittes Exemplar des Présidentielle herstellen, für das ein 1971er SM-Coupé als Grundlage diente. Zur Herstellung wurden Originalwerkzeuge von Chapron verwendet. Die Herstellungskosten beliefen sich auf 420.000 £. Das Auto wurde im Januar 2010 auf der Rétromobile in Paris für einen Preis von 135.000 £ verkauft.

### SM Espace von Heuliez
Der französische Carosserier Heuliez stellte 1971 eine Targa-Version des Citroën SM mit dem Namen SM Espace vor. Bei ansonsten unveränderter Technik war die Dachkonstruktion eigenständig. Der Dachteil zwischen der A- und der C-Säule war entfernt worden; in der Fahrzeugmitte waren beide Säulen durch einen breiten Steg miteinander verbunden. Über dem Fahrer- und dem Beifahrersitz befanden sich jeweils sieben bewegliche lamellenartige Elemente, die als Dachersatz dienten, sich bei Bedarf elektrisch in den mittleren Steg einfahren ließen und so ein (teilweise) offenes Fahren ermöglichten. Dabei handelte es sich um die Weiterentwicklung einer Idee, die Bertone bereits 1969 mit einem auf BMW-Basis errichteten Coupé namens Spicup (Spider/Coupé) realisiert hatte. Ob es Heuliez – anders als Bertone – gelungen war, die Lamellen gegen Regenwasser abzudichten, ist nicht bekannt.
Heuliez stellte zwei Exemplare des Espace her. Ein Fahrzeug verblieb im Werk, ein weiteres ging in den Verkauf.

### Frua SM
Im Winter 1971/1972 baute die Carrozzeria Frua in Turin ein 2+2-sitziges Sportcoupé mit Citroën-Technik. Irritierend ist, dass derselbe Wagen zunächst als Frua-Citroën SM präsentiert wurde, später aber – ohne erkennbare Änderungen – zeitweilig als Fiat 130 Coupé bezeichnet wurde. Einige Historiker sehen weder Citroën noch Fiat als eigentlichen Adressaten dieses Entwurfs. Da der Wagen in seinen Maßen in etwa dem Maserati Merak entsprach, dessen Form zur gleichen Zeit von Giorgetto Giugiaro entwickelt wurde, wird vermutet, dass Frua den Wagen als einen an Maserati gerichteten Alternativvorschlag für den künftigen Merak verstanden wissen wollte. Doch Maserati entschied sich für Giugiaros Entwurf, der auf dem Maserati Bora beruhte.
Es ist belegt, dass Frua für sein Fahrzeug die Bodengruppe des Citroën DS und die mechanischen Komponenten des Citroën SM verwendete. Auf dieser Grundlage entwarf er einen Sportwagen mit angedeuteter Keilform. Die Fahrzeugfront lief spitz zu; sie ähnelte der des etwas später präsentierten Maserati Khamsin, den Marcello Gandini gestaltet hatte. Die Heckpartie war – wie bei Giugiaros Merak und beim späteren Lancia Beta Monte Carlo – im Grunde als Stufenheck angelegt; frei stehende Streben verbanden die seitliche Dachlinie mit dem Heckabschluss.
Fruas Entwurf wurde im Februar 1972 hergestellt. Der Wagen wurde im März 1972 auf dem Stand von Pietro Frua beim 42. Genfer Auto-Salon erstmals der Öffentlichkeit als Frua Citroën SM vorgestellt. Ein Jahr später erschien der Wagen am gleichen Ort erneut, diesmal allerdings als Fiat 130 Coupé angekündigt. Vom Fiat-Emblem abgesehen gab es keine sichtbaren Unterschiede zum Fahrzeug aus dem Vorjahr. Es wird allgemein angenommen, dass der Frua-SM und das Fiat-130-Coupé dasselbe Auto sind.
Das Fahrzeug blieb in den folgenden Jahren im Besitz Fruas und wurde auf einigen (meist spanischen) Veranstaltungen öffentlich gezeigt. Anfang 1978 wurde er an einen Spanier verkauft und erstmals zugelassen; die Zulassungspapiere geben als Marca y Modelo (Marke und Modell) Citroën SM an. Der Wagen ging danach durch mehrere Hände; er steht zurzeit (2009) in Italien und wird dort zum Verkauf angeboten.

## Einstufung im französischen Steuer- und Versicherungssystem
Alle drei angebotenen Motoren wurden mit 15 CV versteuert. Einen Achtzylinder aus der Hand von Maserati lehnte die Direktion von Citroen ab, da dieser 16 CV oder mehr gehabt hätte.

## DS SM Tribute Concept (2024)

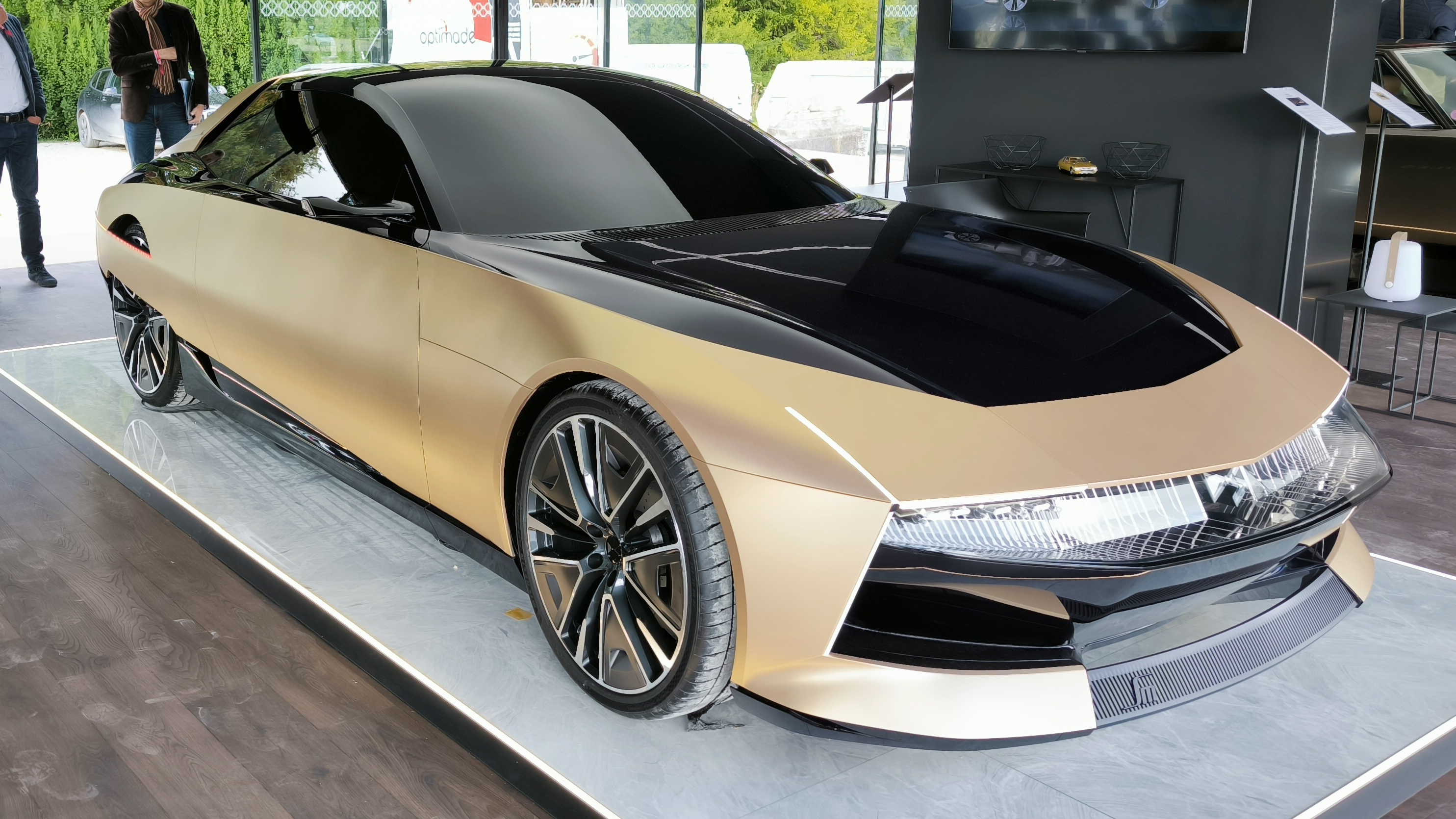
DS SM Tribute Concept (2024)

Im September 2024 präsentierte DS Automobiles das Konzeptfahrzeug DS SM Tribute als Reminiszenz an den SM. Es wurde anlässlich des zehnjährigen Bestehens der Marke DS aufgelegt.